# Breaza (Suceava)
Breaza es una comuna ubicada en el distrito de Suceava, Rumania.

## Superficie
Posee una superficie de 84,64 kilómetros cuadrados.

## Demografía
Hasta 2021 la población era de 1360 habitantes, con una densidad de población de 16,07 habitantes por kilómetro cuadrado.